# Flärken (Anundsjö socken, Ångermanland, 704226-160517)
Flärken är en sjö i Örnsköldsviks kommun i Ångermanland och ingår i Moälvens huvudavrinningsområde. Sjön har en area på 0,0701 kvadratkilometer och ligger 98 meter över havet. Flärken ligger i Moälven Natura 2000-område. Sjön avvattnas av vattendraget Södra Anundsjöån (Skalmsjöån).

## Delavrinningsområde
Flärken ingår i det delavrinningsområde (704247-160446) som SMHI kallar för Namn saknas. Medelhöjden är 133 meter över havet och ytan är 3,11 kvadratkilometer. Räknas de 42 avrinningsområdena uppströms in blir den ackumulerade arean 438,26 kvadratkilometer. Södra Anundsjöån (Skalmsjöån) som avvattnar avrinningsområdet har biflödesordning 2, vilket innebär att vattnet flödar genom totalt 2 vattendrag innan det når havet efter 60 kilometer. Avrinningsområdet består mestadels av skog (54 procent), öppen mark (20 procent) och jordbruk (23 procent). Avrinningsområdet har 0,07 kvadratkilometer vattenytor vilket ger det en sjöprocent på 2,1 procent.